# 耶律宗教
耶律宗教（991年—1053年），字希古，小字旅坟。辽国将领。辽景宗之孙，耶律隆庆之子。
辽圣宗太平初年，担任辽州始平军节度使，太平五年（1025年）入朝为南面林牙。太平七年（1027年）任宜州崇义军节制。辽兴宗重熙元年（1032年）任丰州天德军节度使，改任西北。重熙七年（1038年），入朝为南面契丹诸行宫副都部署，同中书门下平章事。重熙十年（1041年），耶律宗教改任东北路达领将军。重熙十一年（1042年），任北院宣徽使。重熙十四年（1045年），出知蔚州忠顺军节度使事。重熙十五年（1046年）为左夷离毕，掌管刑狱。有二子二女，长子耶律崇骨德，次子耶律铁离，右千牛卫将军；长女耶律特每，次女耶律胡覩。